# تيرينس ديالس
تيرينس ديالس (بالإنجليزية: Terence Dials)‏ مواليد 15 يوليو 1983 في ديترويت، هو لاعب كرة سلة أمريكي. بدأ مسيرته الاحترافية في سنة 2006. يبلغ طوله 6 قدم 9 بوصة (2.1 م).

## المسيرة الاحترافية
لعب مع أورليان لواريت في الدوري الفرنسي في موسم 2006–2007، ثم لعب مع أبولون ليماسول في موسم 2010–2011، ثم لعب مع أورليان لواريت في الدوري الفرنسي في موسم 2013–2014.

## روابط خارجية
- تيرينس ديالس على موقع الدوري الأوروبي لكرة السلة (الإنجليزية)
- تيرينس ديالس على موقع دوري السوبر التايواني لكرة السلة (الصينية)
- تيرينس ديالس على موقع كرة السلة الأوروبية.كوم (الإنجليزية)
- تيرينس ديالس على موقع DraftExpress.com (الإنجليزية)
- تيرينس ديالس على موقع كلية كرة السلة في سبورتس رفرنس.كوم (الإنجليزية)
- تيرينس ديالس على موقع ريلجم (الإنجليزية)
- تيرينس ديالس على موقع بروبوليرز (الإنجليزية)
- تيرينس ديالس على موقع سبورتس رفرنس (الإنجليزية)